# Silnice III/33716
Silnice III/33716 je silnice III. třídy vedoucí z obce Kluky do Kutné Hory. Je dlouhá 6,5 km a vede přes vesnice Olšany a Perštejnec. V kilometru 2,4 kříží silnici II/337. Poblíž závodu ČKD Kutná Hora se napojuje na silnici II/126.

## Vodstvo na trase
Poblíž obce Kluky vede přes Olšanský potok, před obcí Perštejnec přes potok Křenovka.

## Autobusová doprava
Na této silnici jsou dvě autobusové zastávky. Kluky, Olšany (linka 743) a Kutná Hora, Perštejnec (linka 786).

## Železniční přejezd
Přes silnici vede vlečka do závodu ČKD Kutná Hora, přejezd je vybaven světelnou signalizací bez závor.